# Franz H. Mautner
Franz Heinrich Mautner (geboren 8. Juni 1902 in Wien, Österreich-Ungarn; gestorben 6. Februar 1995 in Media, Pennsylvania) war ein österreichisch-US-amerikanischer Germanist und Literaturwissenschaftler.

## Leben
Mautner studierte Germanistik in Heidelberg und in Wien, wo er 1926 promoviert wurde. Er lehrte zunächst in Besançon und Wien. 1938 gelang ihm mit Hilfe eines Bruders die Flucht in die Vereinigten Staaten, dieser wurde später in Auschwitz ermordet.
Er lehrte am Wesleyan und am Kenyon College. Eine Zeitlang lebte er in Marple Township (Pennsylvania). 1955 übersiedelte er nach Swarthmore (Pennsylvania), wo er seit 1958 Professor am Swarthmore College war. Seit 1977 war er Mitglied der Deutschen Akademie für Sprache und Dichtung.
Den Schwerpunkt seiner Forschungen bildeten die Satiriker Georg Christoph Lichtenberg und Johann Nestroy:

„Nachdem Karl Kraus' Schriften und Vorlesungen mir den Sinn für die eigenartigsten Aspekte Nestroys geöffnet hatten, nahm ich 1932 das Erscheinen der Brukner-Rommelschen »historisch-kritischen« Gesamtausgabe zum Anlaß, in einem Aufsatz in der Zeitschrift für deutsche Bildung den großen Kreis der Deutschlehrer und Universitätsgermanisten auf Nestroy als einen einzigartigen Meister der deutschen Sprache, Satiriker und großen Komödiendichter hinzuweisen.“

## Werke
- Der Talisman von Johann Nestroy. Hrsg. von Franz H. Mautner. (= Schöninghs Textausgaben; 166) Schöningh, Paderborn/Würzburg 1934.
- Johann Nestroy und seine Kunst. Mit einem zeitgenössischen Rollenbild Nestroys als Titus Feuerfuchs. Lorenz, Wien 1937. (Elektronische Reproduktion: urn:nbn:de:101:1-201307249593.)
- Ausgewählte Werke. Mit 8 farbigen Tafeln und 1 Bildnis des Dichters Johann Nestroy. Hrsg. u. eingeleitet von Franz H. Mautner. Lorenz, Wien 1938.
- Zum stilistischen Wert von Lautgruppen und seinen Ursachen. Libraria Academica, Bukarest 1939 – Librairie Orientaliste, Paris 1939. Teil der Monografien im Bestand des Deutschen Exilarchivs 1933-1945. Aus: Revue des études indo-européennes. Bd. 2. 1939, H. 2/4. (Elektronische Reproduktion: urn:nbn:de:101:1-2013100125207.)
- Zum stilistischen Wert von Lautgruppen und seinen Ursachen. Libraria Academica, Bukarest 1939 – Librairie Orientaliste, Paris 1939. Teil der Monografien im Bestand des Deutschen Exilarchivs 1933-1945. Aus: Revue des études indo-européennes. Bd. 2. 1939, H. 2/4. (Elektronische Reproduktion: urn:nbn:de:101:1-2013100125207.)
- „Ist Fortzusetzen“. Zu Goethes Gedicht auf Schillers Schädel. Mit Ernst Feise und Karl Viëtor. Hrsg. von Modern Language Association of America, New York 1944 (= Reprint von Publications of the Modern Language Association of America. Vol. 59, No. 4, 1944). (Elektronische Reproduktion: urn:nbn:de:101:1-201307182780.)
- Mörikes „Mozart auf der Reise nach Prag“. Scherpe, Krefeld 1957.
- Georg Christoph Lichtenberg: The Lichtenberg reader. Selected writings. Übersetzt, editiert von Franz H. Mautner und Henry Caraway Hatfield. Beacon Press, Boston 1959.
- Der Talisman von Johann Nestroy. Hrsg. von Franz H. Mautner. Schöningh, Paderborn 1959.
- Georg Christoph Lichtenberg (Hrsg.): Gedankenbücher. Aphorismen. Mit einem Nachwort von Franz H. Mautner. Fischer Bücherei, Frankfurt am Main 1963.
- Lichtenberg. Geschichte seines Geistes. Walter de Gruyter & Co., (West-)Berlin 1968.[4]
- Komödien. Johann Nestroy. Hrsg. und mit einer Einführung von Franz H. Mautner. Insel-Verlag, Frankfurt am Main 1970 (Bd. 1: 1832–1837; Bd. 2: 1838–1845; Bd. 3: 1846–1862).
- Wort und Wesen. Kleinere Schriften zur Literatur und Sprache. Insel Verlag, Frankfurt am Main 1974.
- Nestroy. Stiehm, Heidelberg 1974 (= Poesie und Wissenschaft, 3). Lizenzausgabe: Suhrkamp-TB, Frankfurt am Main 1978, ISBN 978-3-518-36965-4.
- Nestroy-Brevier. Worte, Lieder, Szenen. (= Insel-Bücherei, Nr. 102). Ausgewählt und mit einem Nachwort hrsg. von Franz H. Mautner.
- Georg Christoph Lichtenberg: Schriften und Briefe. In vier Bänden. Hrsg. von Franz H. Mautner. Insel-Verlag, Frankfurt am Main/Leipzig 1992, ISBN 978-3-458-33060-8 (Bd. 1: Sudelbücher, Fragmente, Fabeln, Verse; Bd. 2: Aufsätze, satirische Schriften; Bd. 3: Ausführliche Erklärung der Hogarthschen Kupferstiche; Bd. 4: Briefe 1766 – 1799).